# Vuoskorivier
De Vuoskorivier (Zweeds: Vuoskojoki; Samisch: Vuosskojohka) is een rivier, die stroomt in de Zweedse gemeente Kiruna. Ze ontstaat als twee bergbeken samenvloeien. De beek stroomt vervolgens naar het noordwesten, krijgt nog water toegespeeld door andere beken waaronder de Mielletjåkka en komt na 13,110 km aan bij het Torneträsk, de monding.
Afwatering: Vuoskorivier → Torneträsk → Torne → Botnische Golf